# 斯塔夫基 (波迪利斯克區)
47°40′38″N 29°46′15″E / 47.67722°N 29.77083°E
斯塔夫基（羅馬化：Stavky）是位於烏克蘭西南部的村莊，由敖德萨州波迪利斯克区的庫亞利尼克市鎮負責管轄。該村始建於1925年，面積0.55平方公里，海拔高度219米，2001年人口253，人口密度每平方公里460人。